# 得梅因鎮區 (愛荷華州達拉斯縣)
得梅因鎮區（英語：Des Moines Township）是位於美國愛荷華州達拉斯縣的一個行政鎮區。

## 地方資料
根據2010年美國人口普查的數據，得梅因鎮區的面積為92.59平方千米，當中陸地面積為85.78平方千米，而水域面積為6.81平方千米。當地共有人口1738人，而人口密度為每平方千米18.77人。